# Clariden
Clariden är en bergstopp i Schweiz. Den ligger i kantonen Uri, i den centrala delen av landet. Toppen på Clariden är 3 267 meter över havet.
Berget är under alla årstider omtyckta av bergsvandrare. Den östra sidan är ofta täckt av firn. Under historien skedde flera olyckor på grund av isen. Längs vandringsleden finns kedjor.